# Senecio ameghinoi
Senecio ameghinoi là một loài thực vật có hoa trong họ Cúc. Loài này được Speg. miêu tả khoa học đầu tiên năm 1902.